# 7 Up
O 7 Up ou Seven Up é uma marca de refrigerante pertencente à PepsiCo e a “Dr Pepper/Seven Up, Inc”. (somente nos Estados Unidos).

## História
O refrigerante 7 Up nasceu em St. Louis, nos Estados Unidos em 1929. Criado por Charles Leiper Grigg, após ter passado dois anos testando fórmulas diferentes na busca por uma bebida refrescante.
Originalmente chamada de "Bib-Label Lithiated Lemon-Lime Soda", a marca de refrigerante “7 Up” nasceu em 1929 pelas mãos de Charles Leiper Grigg, que comercializava como um medicamento para “curar ressaca”.
Aos pouco, com o sucesso da "Bib-Label Lithiated Lemon-Lime Soda", o nome acabou sendo trocado para um de apelo mais comercialmente expressivo.
Em 1933, passou a ser chamada de “7 Up”.
Até o final da década de 1940, o refrigerante tornou-se a terceira marca mais consumida no mundo.
Em 1986, a marca foi vendida parcialmente para a PepsiCo, que distribui para a América Latina.
Em 1988, a empresa foi vendida para a Cadbury Schweppes, que fabrica o refrigerante Dr Pepper.

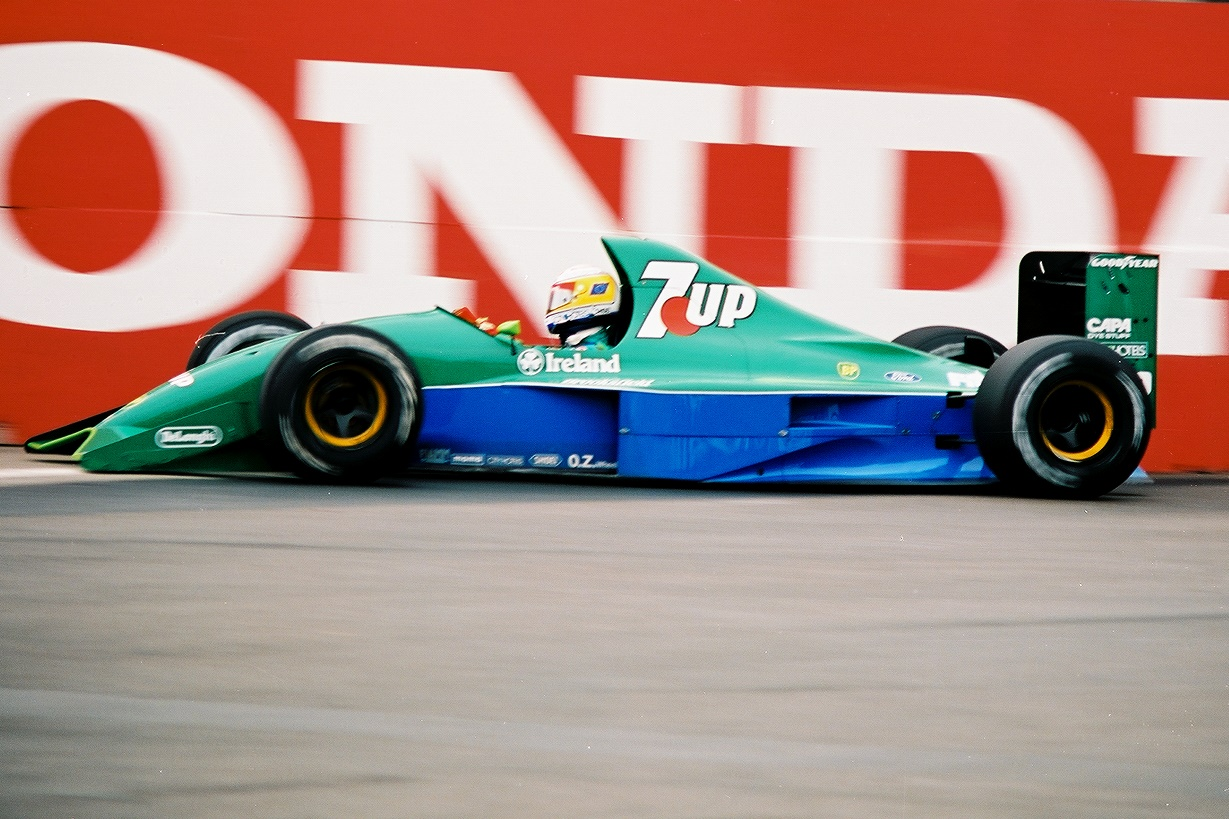
Carro da equipe Jordan de Fórmula 1 com patrocínio da 7 Up.

Em 1991, foi a patrocinadora da equipe Jordan na temporada de Formula 1.
No Brasil, o refrigerante foi lançado em 1995, com uma divulgação realizada através de campanhas publicitárias e patrocínio ao esporte, como o realizado com o time Botafogo de Futebol e Regatas.
No final de 1997, deixou de ser fabricado e distribuído no Brasil, em virtude da baixa receptividade e consequente queda nas vendas em relação às concorrentes, relançando a Teem, especificamente no Rio Grande do Sul.
Em 2003, a “Seven Up” (7 Up), também pertencente ao catálogo da PepsiCo, estava em processo de reestruturação da formula para a produção de um novo produto em virtude da expressiva queda nas vendas registradas na Argentina. Foi então que, surgiu a partir de pesquisas com base na fórmula original do refrigerante “Seven Up” uma nova bebida que utilizava quantidades menores de gás, comparando-se aos refrigerantes tradicionais, sem adição de açúcar e corantes em sua composição, mas, com o sabor de limão do refrigerante “Seven Up”, também em doses menores, sendo chamado posteriormente de H2OH!.
Em 2004 é lançado em Portugal o 7 Up Ice, com sabor de menta.
No ano de 2007 a Cadbury Schweppes, anuncia a separação de sua unidade americana de bebidas.
É mencionado pelo cantor e compositor italiano Francesco Guccini no início da música Autogrill em 1983.

## Variantes da Marca
- 7UP Cherry Antioxidante ─ com sabor de cereja.[7]
- 7UP Ice ─ com sabor de menta (Lanç. 2004).[5]
- 7UP Diet Cherry Antioxidante ─[7]
- 7UP Pomegranate ─  Com sabor de romã.[7]
- 7UP Diet Pomegranate ─  Versão Diet com sabor de romã.[7]
- 7UP Diet ─  Versão sem calorias e cafeína.[7]
- 7UP Plus Cherry ─  Com 5% de suco de cereja.[7]
- 7UP Plus Island Fruit ─  Com 5% de suco de abacaxi, pêssego e laranja.[7]
- 7UP Plus Mixed Berry ─  Com 5% de suco de frutas vermelhas.[7]
- 7UP Lima ─ Comercializada na Argentina[8]